# L'umorismo della canzone napoletana
L'umorismo della canzone napoletana è un album 33 giri del cantante Roberto Murolo pubblicato nel 1971.

## Tracce

### Disco 1
L' Umorismo Della Canzone Napoletana Moderna Dal 1930 Al 1948
Lato A
1. La Nostra Amante
2. Cuscritto Nnammurato
3. Abbracciato Col Cuscino
4. Ciucculatina Mia
5. Tititì Tititì Tititì
6. Mazza, Pezza E Pizzo
7. L'Hai Voluto Te

Lato B
1. Agata!
2. Come Sono Nervoso
3. I Due Gemelli
4. Bon Bon
5. M' Aggia Curà
6. Fravula Frà

### Disco 2
L'Umorismo Della Canzone Napoletana Moderna Dal 1951 Al 1965
Lato A
1. Pienzace Buono, Ciccillu Mio!
2. L'Impiegato
3. Embè Mberesè Mbè Mbè
4. Pasquale Militare
5. La Pansè
6. Ho Comprato La Caccavella
7. Io, Mammeta E Tu

Lato B
1. T' E' Piaciuta?
2. 'O Suspiro
3. 'A Sonnanbula
4. Torero
5. Tu Vuo' Fa L'Americano
6. 'O Portafoglio 'E Pelle
7. Steso Al Sole